# VI Región Militar
La VI Región Militar, también conocida como Capitanía General de Burgos, corresponde a una subdivisión histórica del territorio español desde el punto de vista militar en cuanto a la asignación de recursos humanos y materiales con vistas a la defensa. Como en el caso de la IV Región Militar, combinaba la importancia política –ya que englobaba a la región más complicada de España en aquellos momentos, por el fuerte sentimiento nacionalista y el terrorismo etarra: el País Vasco- y la militar, pues vigilaba los Pirineos Occidentales.

## Territorio
Su estructura fue variando a lo largo del tiempo: Originalmente comprendía tres provincias de Castilla la Vieja (Santander, Burgos y Logroño), las tres provincias vascas (Álava, Guipúzcoa y Vizcaya), así como la provincia de Navarra. Incorporaría también, a lo largo de su existencia, a otras provincias, como las castellanas Soria o Palencia.
La Región Militar responde ya a un modelo de defensa territorial histórico puesto que desde 2002 las Fuerzas Armadas españolas se organizan en unidades tácticas en función de los cometidos y misiones asignados.

## Historia

Regiones militares del Ejército de Tierra español, después de 1984.

La división de España en Capitanías Generales data de 1705, cuando se ajustaron a los antiguos reinos que constituían la Monarquía Hispánica. Se trataba de trece regiones: Andalucía, Aragón, Burgos, Canarias, Castilla la Vieja, Cataluña, Extremadura, Galicia, Costa de Granada, Guipúzcoa, Mallorca, Navarra y Valencia. 
En 1898 se volvió a dividir el territorio peninsular en siete nuevas Regiones Militares, a la vez que se constituyeron las Comandancias Generales de Baleares, Canarias, Ceuta y Melilla. La VI Región Militar tiene su origen en la Capitanía General de Burgos, a la que se agregan la Capitanía General de Navarra y la de Guipúzcoa, que compredía las tres provincias Vascongadas.
Tras la proclamación de la Segunda República, un decreto gubernamental disolvió las regiones militares y las sustituyó por las Divisiones Orgánicas. En julio de 1936, desempeñaba la jefatura de la VI División Orgánica el general Domingo Batet Mestres. 
Ya iniciada la guerra civil española, un decreto del Bando sublevado disolvió la VI División Orgánica y restableció la antigua Sexta Región Militar, al mando del general José López-Pinto Berizo. A la VI Región se asigna el VI Cuerpo de Ejército con dos divisiones: la 61.ª (Burgos) y la 62.ª (Pamplona).

## Mandos
| Segunda República - 1931: Germán Gil Yuste - 1932: Virgilio Cabanellas Ferrer - 1933: Miguel Núñez del Prado y Susbielas (en comisión mientras ejercía como Comandante General de Baleares) - 1933-1935: José Fernández Villa-Abrille Calívara - 1935: Joaquín Fanjul Goñi - 1936: Pedro de la Cerda y López Mollinedo - 1936: Domingo Batet Mestres Guerra Civil - 1936: Domingo Batet Mestres - 1936: Emilio Mola Vidal - 1936: Gregorio Benito Terraza - 1936: Eliseo Álvarez-Arenas Romero - 1936-1939: José López-Pinto Berizo Dictadura franquista - 1939-1942: José López-Pinto Berizo - 1942: Eugenio Espinosa de los Monteros y Bermejillo - 1942-1943: Joaquín García Pallasar - 1943-1952: Juan Yagüe Blanco - 1952-1955: Antonio Alcubilla Pérez - 1955-1956: Alfredo Galera Paniagua - 1956-1959: Luis Oliver Rubio - 1959-1962: Carlos Marín de Bernardo Lasheras - 1962: Camilo Menéndez Tolosa - 1962-1964: José Samaniego y Gómez de Bonilla | - 1964-1965: Manuel Marcide Odriozola - 1965-1967: Antonio Pérez-Soba García - 1967: Antonio Cores Fernández de Cañete - 1967-1970: Manuel Cabanas y Vallés - 1970-1971: Tomás García Rebull - 1971-1972: José María Pérez de Lema Tejero - 1972: Salvador Bañuls Navarro - 1972-1973: Ángel Campano López - 1973-1974: Jesús Olivares Baque - 1974-1975: Mateo Prada Canillas Reinado de Juan Carlos I - 1975-1977: Mateo Prada Canillas - 1977-1978: Carlos Oliete Sánchez - 1978-1979: Fernando Sanjurjo de Carricarte - 1979-1980: Antonio Pascual Galmes - 1980: Luis Álvarez Rodríguez - 1980-1982: Luis Polanco Mejorada - 1982-1983: Joaquín Ruiz de Oña González - 1983-1985: Juan Vicente Izquierdo - 1985-1986: Miguel Iñíguez del Moral - 1986-1988: Juan Castellanos Gómez - 1988-1991: Andrés Cassinello Pérez - 1991-1994: Fernando Martínez Valín - 1994-1996: Ángel Lobo García - 1996-1997: Javier Pardo de Santayana y Coloma (último) |

## Organización
Esta región militar tenía una guarnición de cierta importancia. Las Grandes Unidades más importantes de la VI Región Militar eran la BRIDOT VI y la División de Montaña Navarra n.º 6, cuyas tropas tenían, en febrero de 1981, los siguientes acuartelamientos:
BRIDOT VI (Brigada de Infantería de Defensa Operativa del Territorio VI):
- Cuartel general. Vitoria (Álava).
- Regimiento de Infantería San Marcial n.º 7. Burgos.
- Regimiento de Infantería Valencia n.º 23. Santander.
- Regimiento de Infantería Flandes n.º 30. San Sebastián (Guipúzcoa).
- Plana Mayor Reducida (PLMR) del Regimiento de Infantería Garellano n.º 45. Bilbao (Vizcaya).
- COE N.º 61. Burgos. Adscrita al Regimiento San Marcial n.º 7.
- COE N.º 62. Bilbao (Vizcaya). Adscrita al Regimiento Garellano n.º 45.
- GLC VI. Vitoria (Álava).
- RACA n.º 25. Vitoria (Álava).
- Batallón Mixto de Ingenieros VI. Vitoria (Álava).
- Agrupación Mixta de Encuadramiento n.º 6. Vitoria (Álava).

Academia de Ingenieros del Ejército ("Academia de la Merced" desde 1939 hasta 1954 / Acuartelamiento "Diego Porcelos" desde 1954 hasta 1986). Burgos.
BRARTCE (Brigada de Artillería para Cuerpo de Ejército):
- Mando y Cuartel General. Burgos.
- RACA N.º 63. Burgos.
- Regimiento de Artillería Lanzacohetes de Campaña (RALCA) n.º 63. Astorga (VII Región Militar).
- Regimiento de Artillería de Información y Localización (RAIL) n.º 61. Ciudad Real (I Región Militar).

División de Montaña Navarra n.º 6
- Cuartel general. Pamplona (Navarra).
- Núcleo de Tropas Divisionarias. Burgos.  
  - Compañía de Esquiadores-Escaladores. Estella (Navarra).
  - Regimiento Caballería Acorazado (RECAC) España n.º 11. Burgos.
  - RACA n.º 46. Logroño.
  - GAA Ligero. Logroño.
  - Regimiento Mixto de Ingenieros n.º 6. San Sebastián (Guipúzcoa).
  - Parque de Artillería. Burgos.
  - Grupo de Intendencia. Burgos.
  - Compañía de Transportes. Burgos.
  - Compañía de Policía Militar. Burgos.
  - Música Divisionaria. Pamplona (Navarra), agregada al Regimiento de Cazadores de Montaña América n.º 66.
- Brigada de Cazadores de Montaña LXI:  
  - Cuartel general. San Sebastián (Guipúzcoa).
  - Regimiento de Cazadores de Montaña América n.º 66. Pamplona (Navarra).
  - Regimiento de Cazadores de Montaña Sicilia n.º 67. San Sebastián, con un Batallón en Irún (Guipúzcoa).
  - Grupo de Artillería a lomo LXI. Pamplona (Navarra).
  - Batallón Mixto de Ingenieros LXI. San Sebastián (Guipúzcoa).
  - Compañía de Intendencia. San Sebastián (Guipúzcoa).
  - Compañía de Sanidad. San Sebastián (Guipúzcoa).
  - Unidad de Veterinaria. San Sebastián (Guipúzcoa).